# Kathedraal van Santa Maria Assunta
De kathedraal van Santa Maria Assunta (Cattedrale di Santa Maria Assunta) op het eiland Torcello was de eerste kathedraal in de Lagune van Venetië.
De kerk werd gesticht in 639 (zoals te zien op een inscriptie naast het koor) en werd verbouwd in de 9e, 10e en 11e eeuw. In de 14e eeuw werd de portiek verbonden met de ernaast gelegen Chiesa di Santa Fosca, zodat samen met het baptisterium (doopkapel) de drie fasen van het leven verbonden waren.
De kathedraal is een voorbeeld van de Veneto-Byzantijnse stijl en bevat een belangrijke mozaïek van de madonna (13e en 14e eeuw) en het laatste oordeel (11e en 12e eeuw). Deze mozaïeken worden beschouwd als de mooiste van deze stijlperiode.

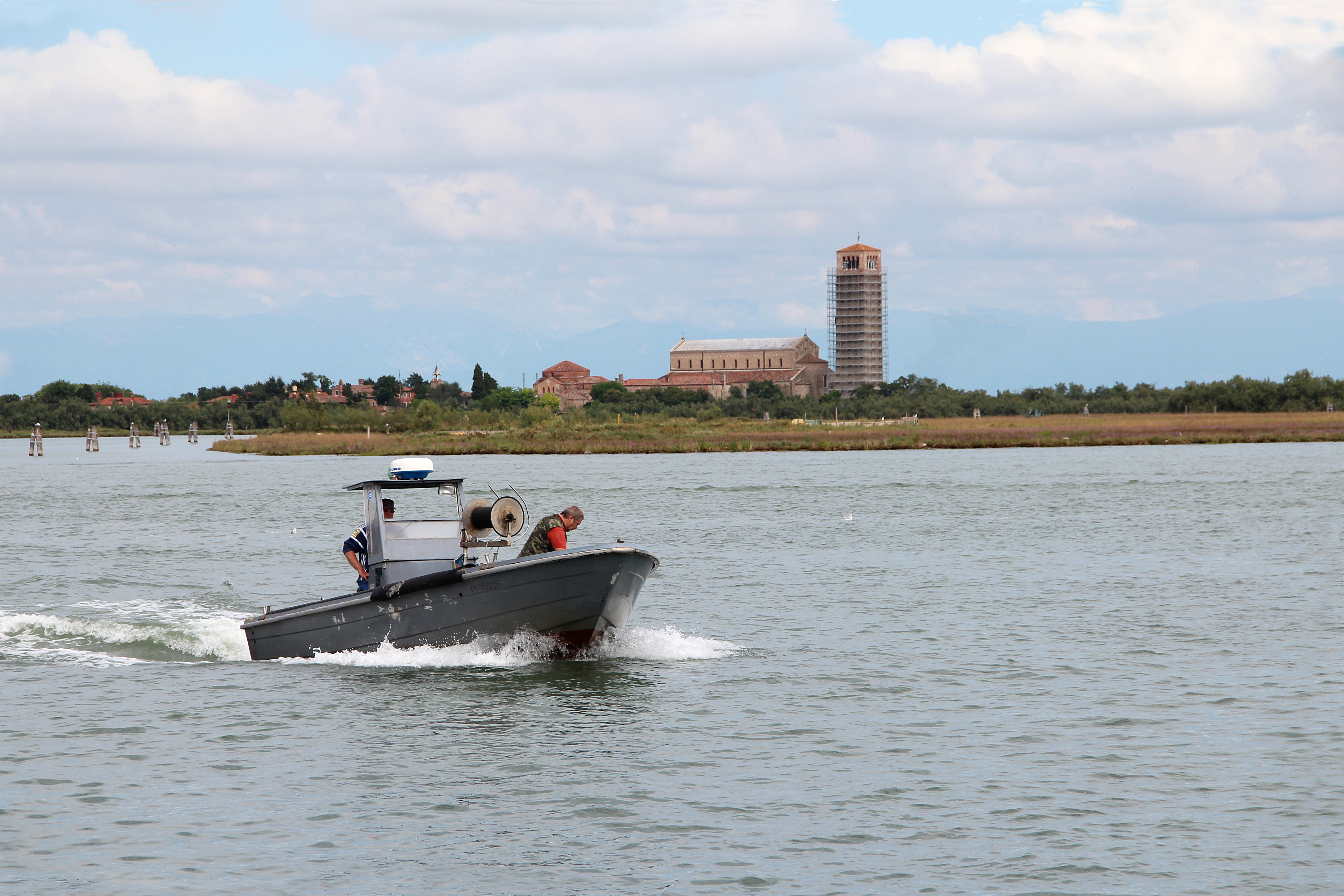
Torcello Island en de kathedraal.
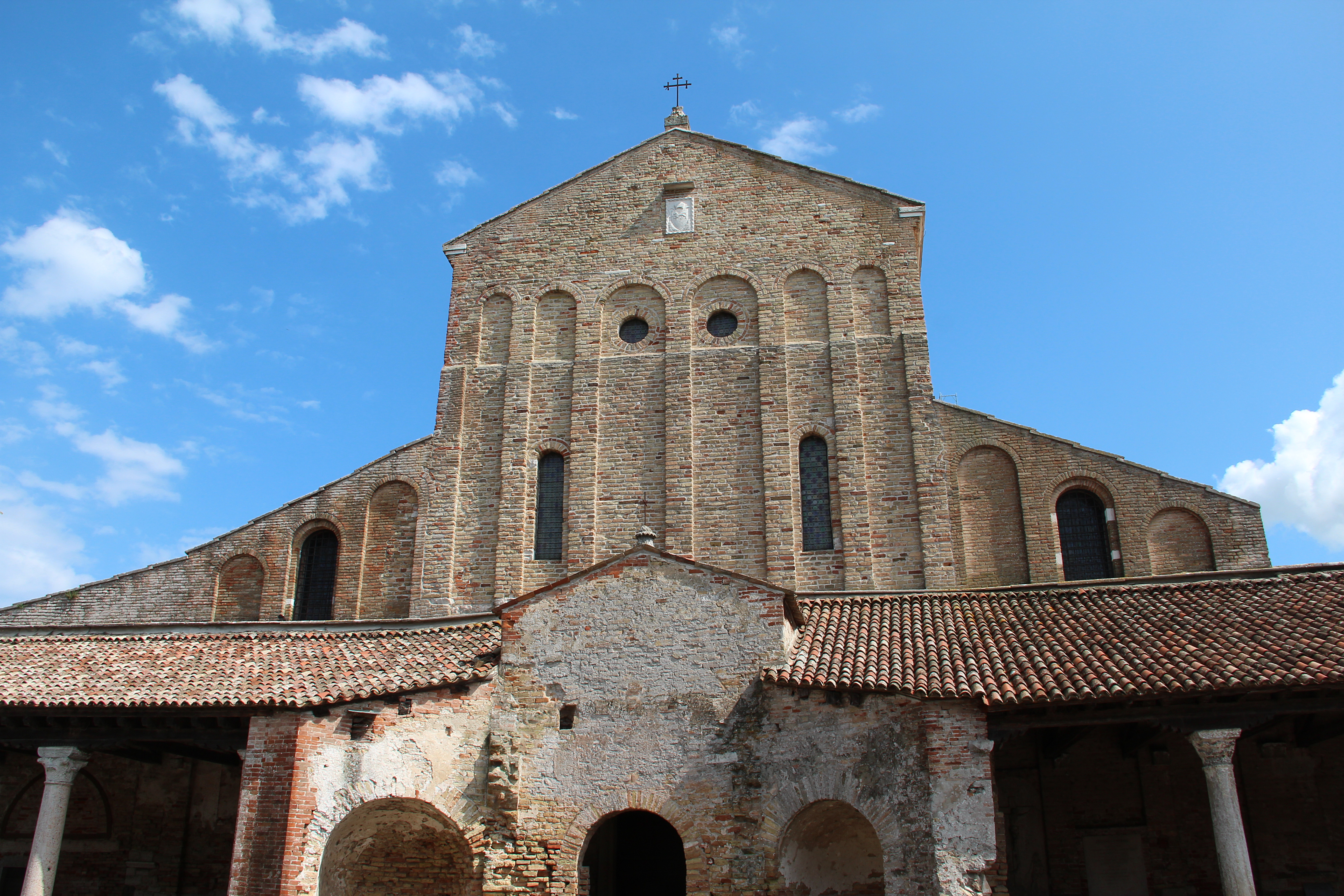
Gevel van de kathedraal.
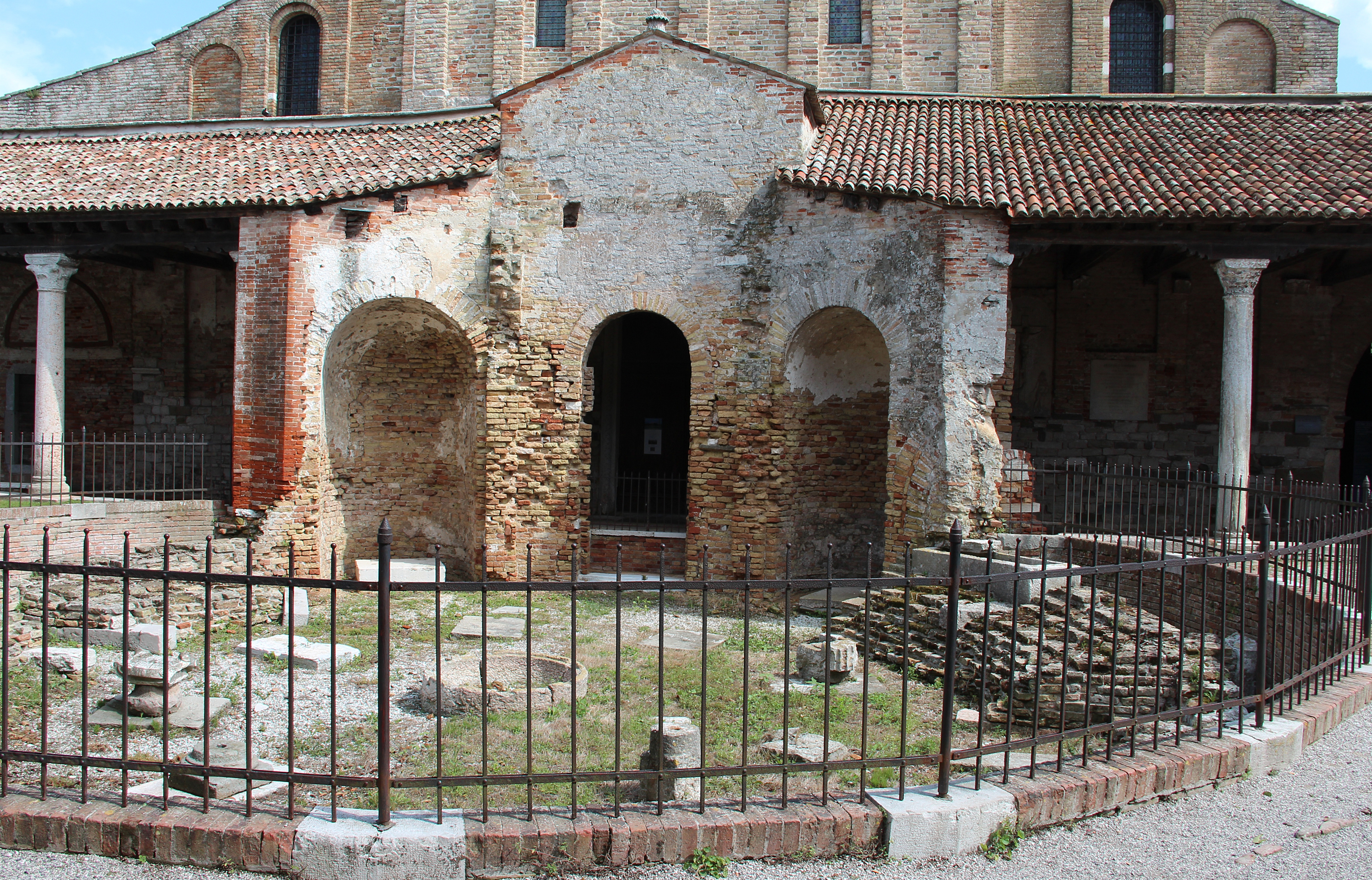
Narthex van de kathedraal.
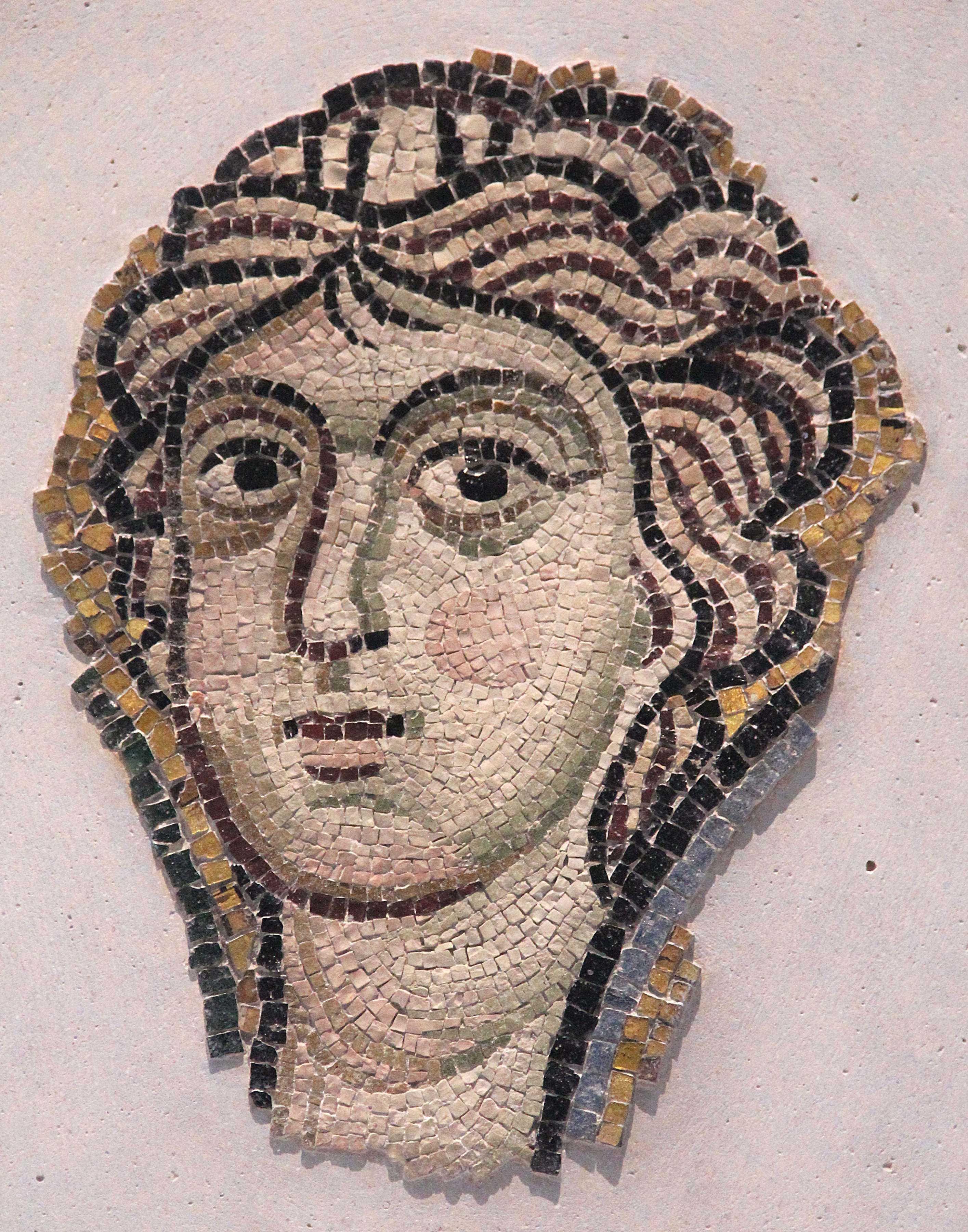
Fragment van een mozaïek dat de binnenmuur van de gevel van de kathedraal van Torcello siert.